# Maria Keller (Sportlerin)
Maria Keller, später verheiratete Maria Keller-Siller, (* 22. November 1893 in Hirtenberg, Österreich-Ungarn; † 1990) war eine österreichische Sportlerin. 

## Leben
Maria Keller wurde am 22. November 1893 in der Ortschaft Hirtenberg im Triestingtal geboren. Sie galt als vielseitig begabt und trat in verschiedenen Sportarten in Erscheinung. So war sie als Skifahrerin und Schwimmerin aktiv. Hauptsächlich trat sie allerdings in der Leichtathletik in Erscheinung und gewann in diesem Sport zahlreiche Meisterschaften und stellte neue österreichische Rekorde auf. Als Mitglied des Damensportvereins Danubia wurde sie zwischen 1918 und 1921 neunfache österreichische Meisterin. Darunter jeweils in den Jahren 1918, 1919 und 1921 im 100-Meter-Lauf, im Hochsprung und im Weitsprung. Des Weiteren ist sie mehrfache österreichische Rekordhalterin über 100 Meter, im Hochsprung und im Weitsprung. Den am 2. Dezember 1917 von der damals 17-jährigen Adele Bierbrauer aufgestellten Rekord über 100 Meter mit einer Zeit von 14,4 Sekunden unterbot Keller am 14. April 1918 mit einer Zeit von 13,9 Sekunden. Bereits zwei Wochen später unterbot sie ihre eigene Bestleistung und stellte mit einer Zeit von 13,2 Sekunden einen weiteren österreichischen Landesrekord auf. Am 2. Dezember 1917 stellte Keller mit einer Höhe von 1,25 Meter einen neuen österreichischen Rekord im Hochsprung auf und kam am 14. April 1918 bereits auf eine Höhe von 1,30 Meter. Am 9. Juni 1918 wurde ihr Rekord von Helene Rittenauer (* 1894; † ?) gebrochen. Bereits am 30. Juni 1918 gelang ihr ein Sprung über 1,33 Meter und beinahe auf den Tag genau ein Jahr später, schaffte sie am 28. Juni 1919 eine Sprunghöhe von 1,39 Meter. Die ersten drei vermerkten österreichischen Weitsprungrekorde der Frauen gehen ebenfalls auf das Konto von Maria Keller. Am 28. April 1918 stellte sie mit einer Weite von 4,63 einen neuen österreichischen Rekord auf. Diesen überbot sie am 15. Juni 1919 und schaffte es auf 4,82 Meter; bei einem weiteren Bewerb in Berlin am 24. Juli 1921 konnte sie sich abermals verbessern und schaffte mit 5,12 Metern einen neuen österreichischen Weitsprungrekord bei den Frauen. Daneben trat sie auch im Diskuswurf, im Kugelstoßen und im Staffellauf in Erscheinung. Über ihr späteres Leben ist kaum etwas überliefert.